# Hohenzollern Typ Vochem
Die normalspurigen Tenderlokomotiven der Bauart Hohenzollern Typ Vochem waren laufachsenlose fünfachsige Industriebahnlokomotiven des Herstellers Hohenzollern.
Es sind vier Lokomotiven bekannt, sie wurden an Bergwerksbetriebe wie die Zeche Hibernia verkauft. Die Stückzahlen variieren, da in Unterlagen teilweise Lokomotiven des Typs Lintfort dem Typ Vochem zugerechnet wurden.
Zwei Exemplare wurden an die Köln-Bonner Eisenbahnen (KBE) geliefert, die Maschinen trugen dort die Bezeichnungen KBE 70 und 71. Die Loks wurden bis 1968 ausgemustert, kein Exemplar blieb erhalten.

## Geschichte
Der Typ Vochem ist einer der letzten produzierten Lokomotivtypen des Herstellers Hohenzollern.

### Köln-Bonner-Eisenbahn 70 und 71
Zwei Lokomotiven mit den Fabriknummern 4077 und 4078 wurden an die Köln-Bonner Eisenbahnen verkauft. Ursprünglich trugen die 1920 gefertigten Lokomotiven die Bezeichnung KBE 60 und KBE 61. 1922 wurden sie in KBE 70 und KBE 71 umgezeichnet. Es waren die ersten fünfachsigen Lokomotiven der Gesellschaft.
Im Betrieb konnten die Lokomotiven nicht überzeugen. Sie waren schlechte Dampferzeuger und besaßen schlechte Laufeigenschaften. Für die Heizer war der Rost zu groß. Deshalb wurde bei folgenden Beschaffungen mit der KBE 80 auf eine Lokomotive mit der Achsfolge 1’D1’ übergegangen.
Sie wurden noch vor den Lokomotiven der Industriebetriebe 1960 ausgemustert und 1961 verschrottet.

### Industriebetriebe
Die beiden weiteren Lokomotiven mit den Fabriknummern 4548 und 4662 wurden an Industriebetriebe wie die Zeche Hibernia und die Rheinpreußen AG für Bergbau und Chemie verkauft. Die Loks waren aufgrund ihrer Leistungsfähigkeit und ihres Reibungsgewichtes geschätzte Rangierlokomotiven. Die Maschinen waren bis 1966 in Betrieb und wurden bis 1968 ausgemustert und verschrottet.

## Konstruktion
Die Heißdampflokomotiven besaßen einen genieteten Blechrahmen, der durch Kastenelemente zusätzlich versteift wurde. Das Triebwerk besaß eine Heusinger-Steuerung mit Flachschiebern und wirkte auf die dritte Achse. Der leistungsfähige Kessel trug vor und hinter dem Dampfdom je einen rechteckigen Sandkasten, pro Triebwerksseite konnten über vier Sandfallrohre die zweite, dritte und vierte Achse gesandet werden. Zwei Sicherheitsventile vom Typ Pop wurden in großen schalldämpfenden Hülsen vor dem Führerhaus angeordnet.
Die erste und fünfte Achse waren seitenverschiebbar und der Spurkranz der Treibachse war um 6 mm geschwächt. Bei der KBE wurden die Laufruhe der Lok als sehr schlecht bezeichnet. Die Räder der Lok trugen große, sektorförmige Gegengewichte. Ursprünglich war die Maschine mit Stangenpuffer ausgerüstet, später wurden sie im Betrieb gegen Hülsenpuffer ausgetauscht. Die Zugkraft der Lokomotiven betrug 147 kN.